# 埃里克森 (內布拉斯加州)
埃里克森（英語：Ericson），是一个美國村落，位於内布拉斯加州轮县。 根據2010年的人口普查，當地人口為92人。

## 地理
埃里克森位于41°46′50″N 98°40′41″W / 41.780545°N 98.677970°W (41.780545,-98.677970)。
根据美国人口普查局的資料，该村落的总面积為0.38平方英里（0.98平方）。

### 2010年人口普查
根據2010年人口普查，當地的人口密度是每平方英里住242.1名居民（每平方公里住93.5名居民）。該村落的中位数年龄為62岁，其中12%的居民為18岁以下；12%的居民的年龄在25至44；33.7%的居民的年龄在45至64；42.4%的居民的年龄为65岁。此外，當地有50.0%的人口是男性和50.0%是女性。